# Heroes of Mighty Magic
Heroes of Mighty Magic är det svenska symfoniska power metal-bandet Twilight Forces andra studioalbum, utgivet i augusti 2016 på Nuclear Blast Records (bandets första skiva på detta bolag) och i Japan på Chaos Reigns. Albumet producerades, likt föregångaren, av bandgrundarna Daniel Beckman och Philip Lindh och är med en speltid på 70 minuter gruppens längsta skiva.
Två musikvideor spelades in till spåren "Powerwind" och "Flight of the Sapphire Dragon".
Heroes of Mighty Magic var bandets sista album med sångaren Christian Hedgren som hoppade av året därpå. Det var också det första med trummisen Daniel Sjögren, som ersatte Robert Bäck och antog bandpersonan De'Azsh.
Fabio Lione (Rhapsody of Fire) och Joakim Brodén (Sabaton) bidrog med gästsång.

## Låtlista
1. "Battle of Arcane Might" – 5:06
2. "Powerwind" – 5:16
3. "Guardian of the Seas" – 5:38
4. "Flight of the Sapphire Dragon" – 5:40
5. "There and Back Again" – 10:13
6. "Riders of the Dawn" – 3:43
7. "Keepers of Fate" – 5:37
8. "Rise of a Hero" – 5:12
9. "To the Stars" – 5:32
10. "Heroes of Mighty Magic" – 9:55
11. "Epilogue" – 6:39
12. "Knights of Twilight's Might" – 1:45

## Medverkande
Musiker
- Christian Hedgren (Chrileon) – sång
- Philip Lindh (Lynd) – elgitarr, akustisk gitarr, luta, bakgrundssång, orkestrering
- Anders Joakim Johansson (Aerendir) – elgitarr, bakgrundssång
- Björn Lundkvist (Born) – basgitarr, bakgrundssång
- Daniel Beckman (Blackwald) – keyboard, piano, violin, cembalo, bakgrundssång, berättarröst, orkestrering
- Daniel Sjögren (De'Azsh) – trummor, slagverk, bakgrundssång

Bidragande musiker
- Fabio Lione – sång
- Joakim Brodén – sång
- Hanna Turi – bakgrundssång
- Hjalmar Lundblad – sång
- Sara Lindberg – bakgrundssång
- Sangeeta Chauhan – bakgrundssång
- Jens Prahl – bakgrundssång
- Borganäskören – körsång
- Andreas Olander – rytmgitarr

Produktion
- Daniel Beckman – producent, inspelningstekniker, mixning, mastering, art direction, omslagskoncept, ljuddesign
- Philip Lindh – producent, mixning, art direction, omslagskoncept
- Kerem Beyit – omslagskonst
- Louise Klintäng – design
- Hanna Turi – design